# Музей мистецтва Мальме
55°36′17″ пн. ш. 12°59′13″ сх. д. / 55.6047° пн. ш. 12.9869° сх. д.
Музей мистецтва Мальме (Malmö Art Museum) — шведський художній музей. Заснований у 1841 році. Є одним із провідних художніх музеїв Скандинавії. Будівля музею 1937 року побудови, розташована у комплексі замку Мальме в місті Мальме на півдні Швеції. Музей знаходиться у підпорядкуванні міста Мальме.

## Колекції
У музеї зберігаються великі колекції скандинавського сучасного мистецтва, які містять близько 40 000 робіт, що охоплюють період з 16 століття до наших днів.
У музеї зберігається кілька важливих колекцій та історичних подарунків, зокрема роботи Карла Фредріка Гілла (1849—1911). Колекція скандинавського сучасного мистецтва 20-го століття Германа Готтгардта є важливим внеском у розуміння раннього скандинавського сучасного мистецтва.
Музей має велику колекцію меблів і ремесел, переважно з південної Швеції.

## Виставки
Постійна виставка «Від 1500 року дотепер» демонструє історичний розвиток і велике розмаїття живопису, скульптури та прикладного мистецтва у Швеції та Північній Європі від епохи Відродження до модерну й до наших днів. Він демонструє добірку найкращих творів мистецтва з колекції та інтер'єрів різних періодів стилю.

Картини в колекціях
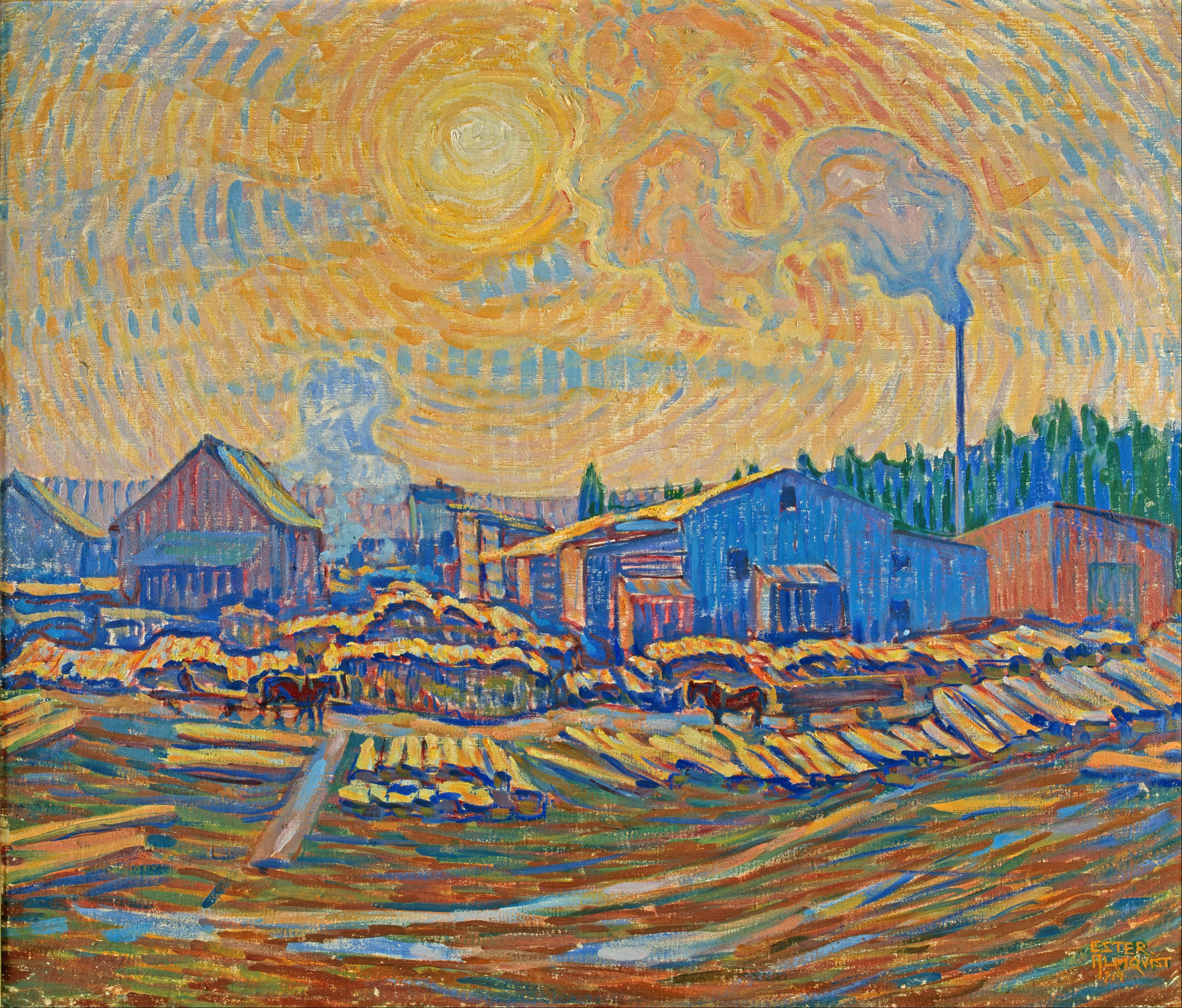
Естер Алмквіст
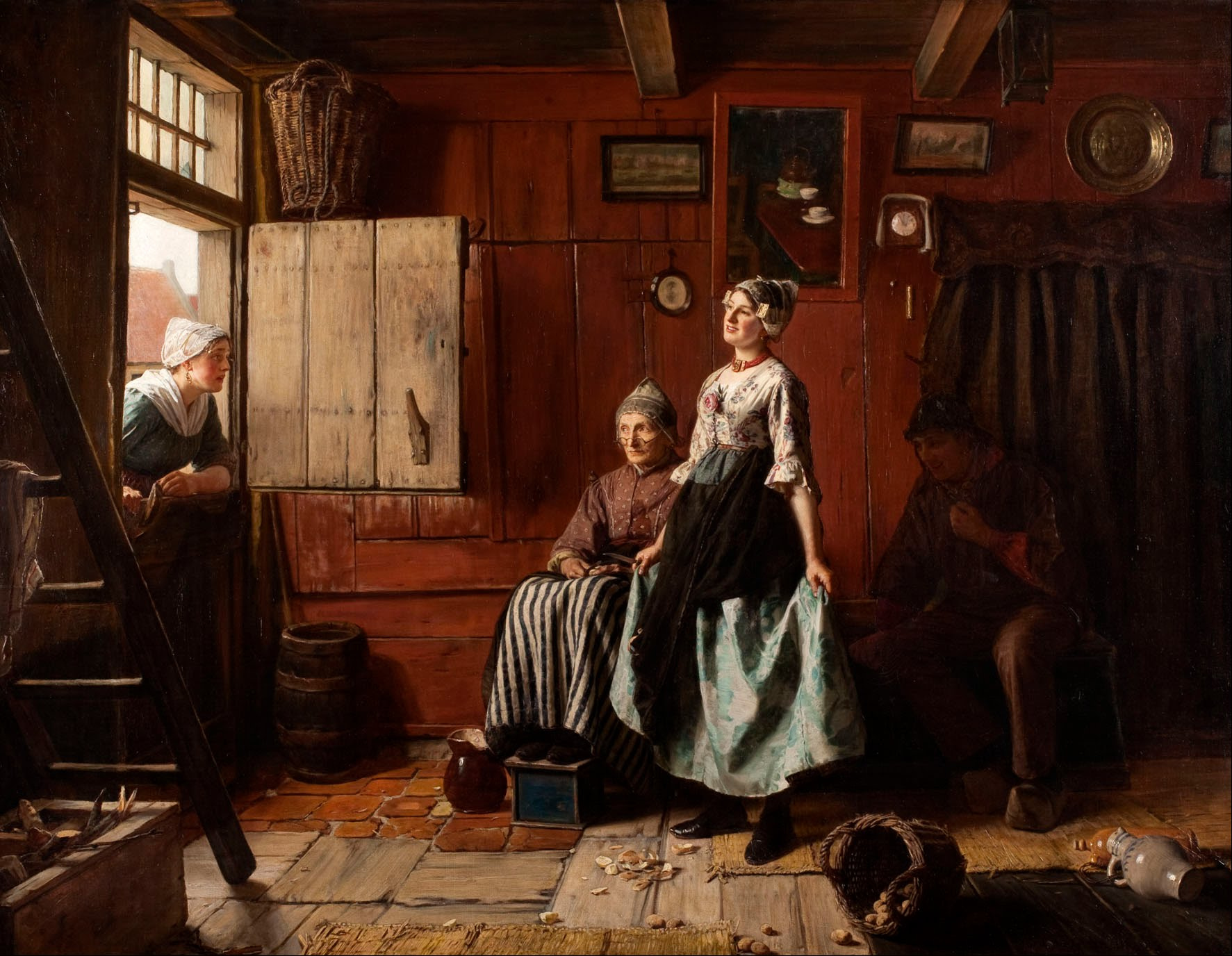
Фердинанд Фагерлін
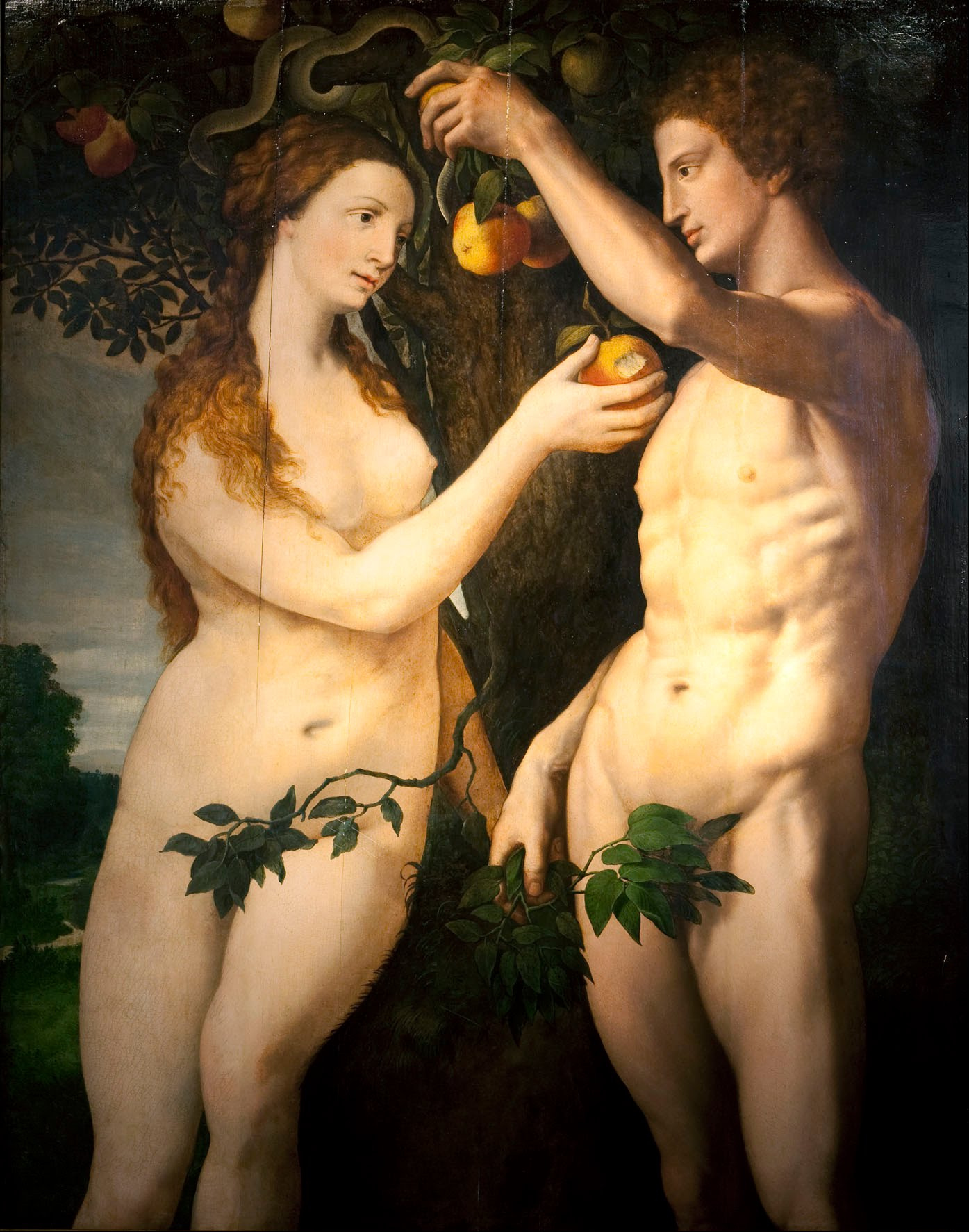
Франс Флоріс, Падіння людини (близько 1560)
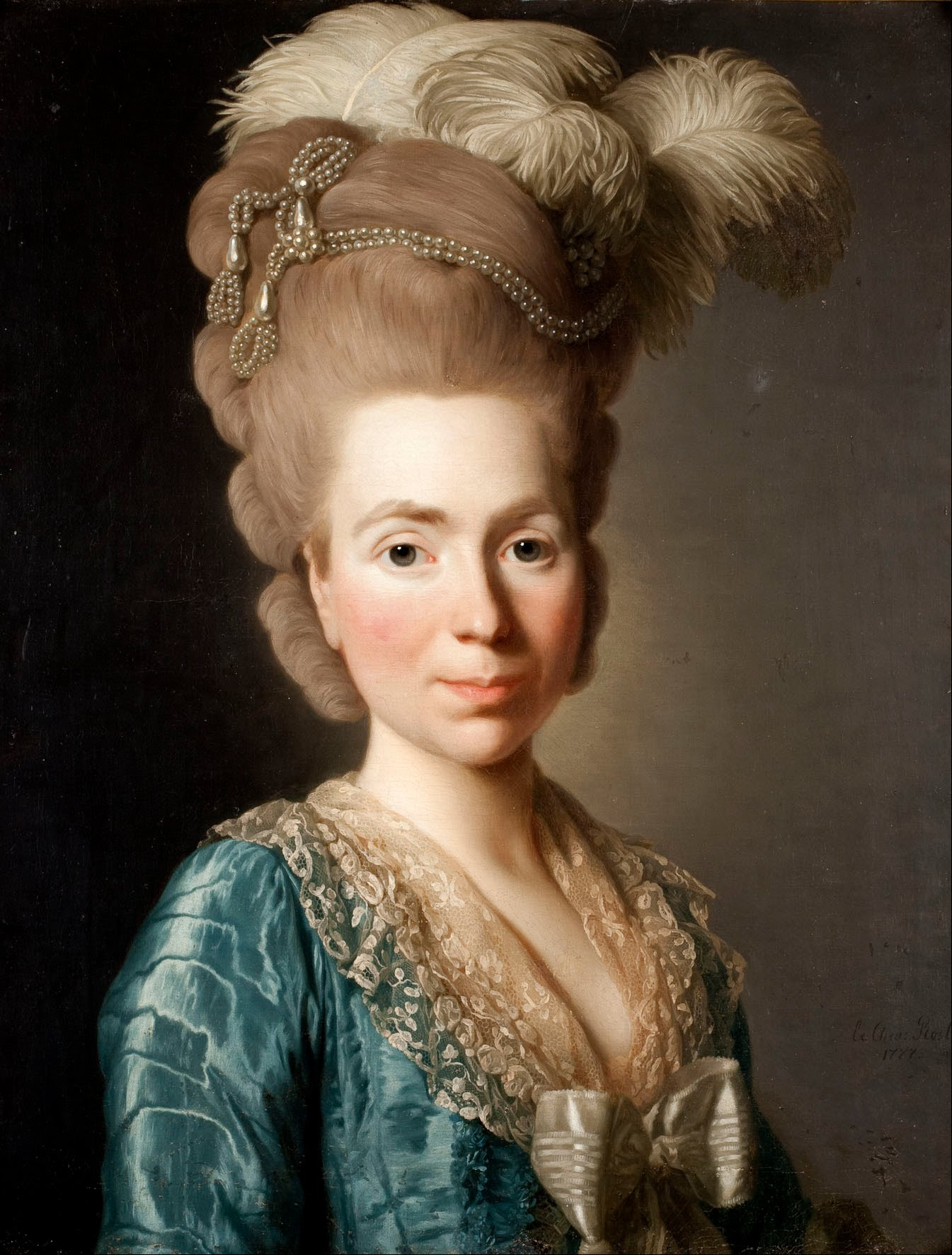
Александер Рослін, Портрет княгині Наталії Петрівни Галіциної (1977)
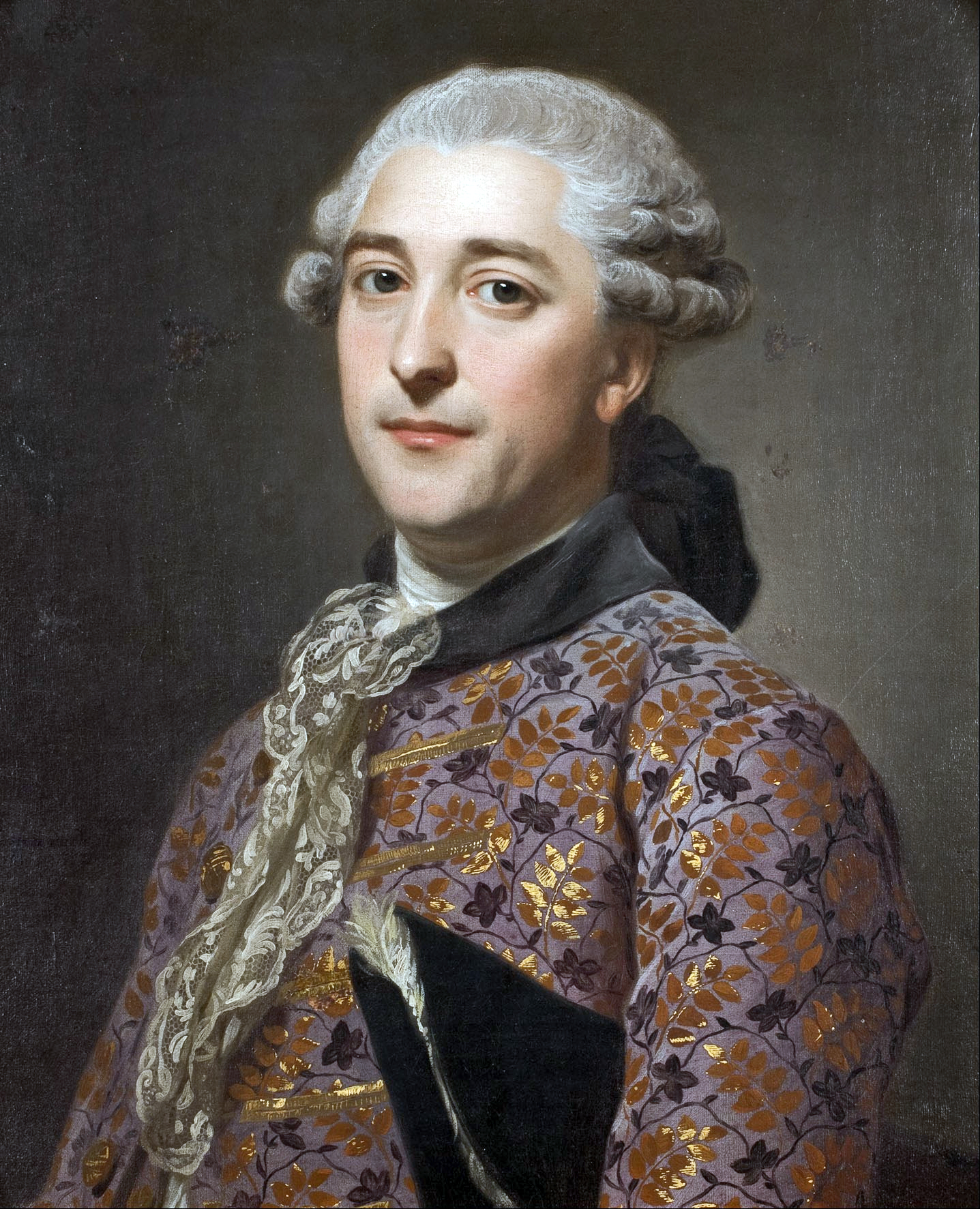
Александер Рослін, Портрет князя Володимира Голіцина, 1762 рік
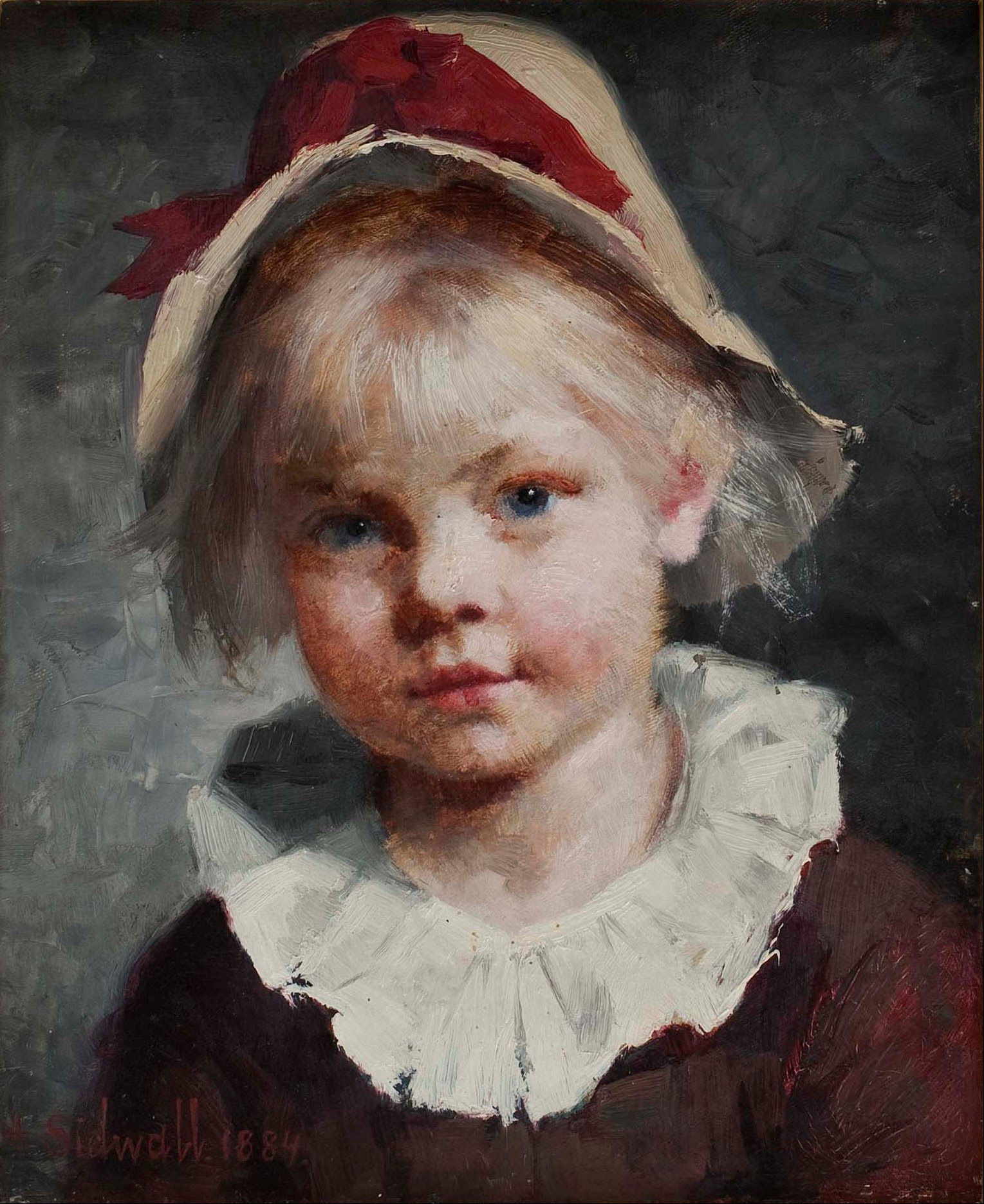
Аманда Сідваль, Викрадачка сердець (1884)
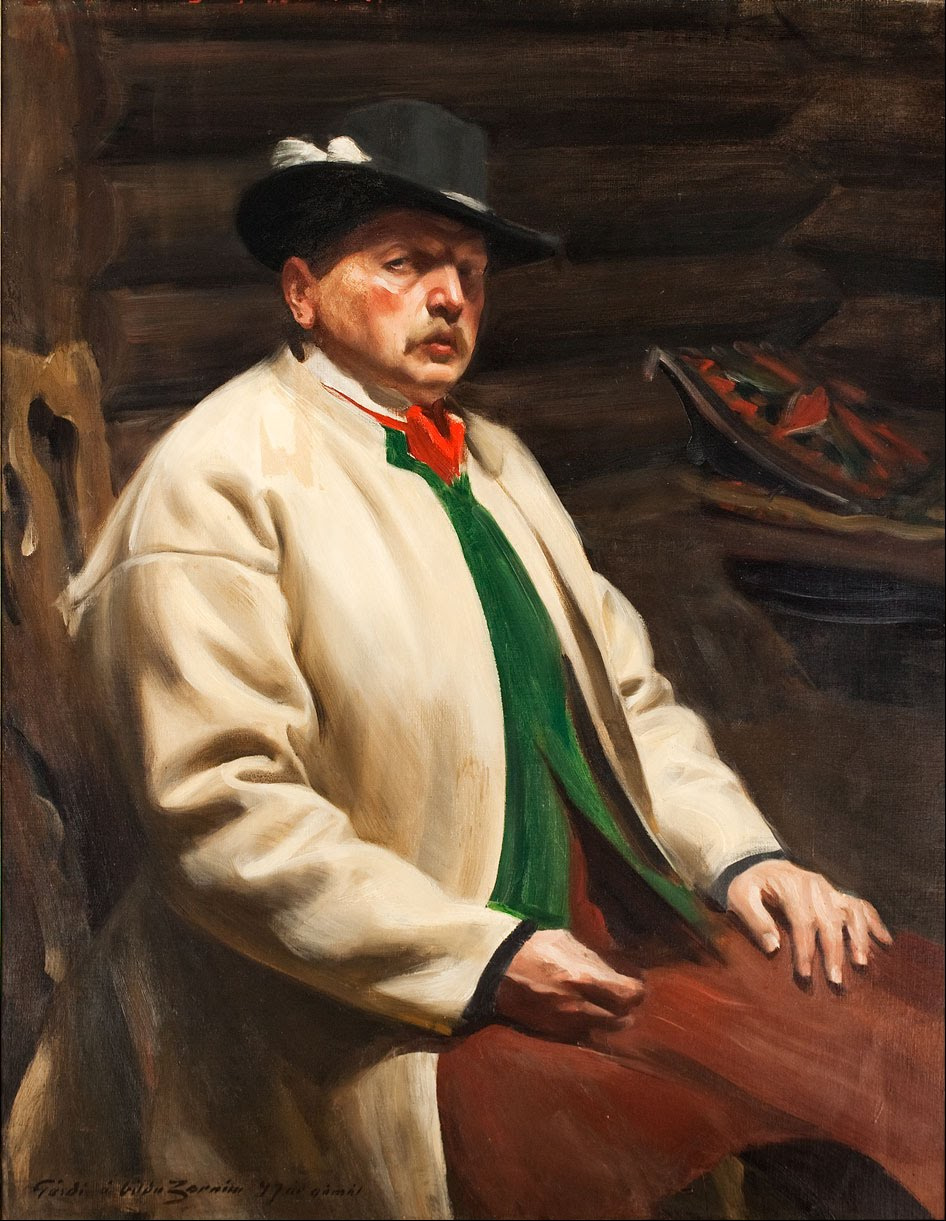
Андерс Цорн, Автопортрет (1907)
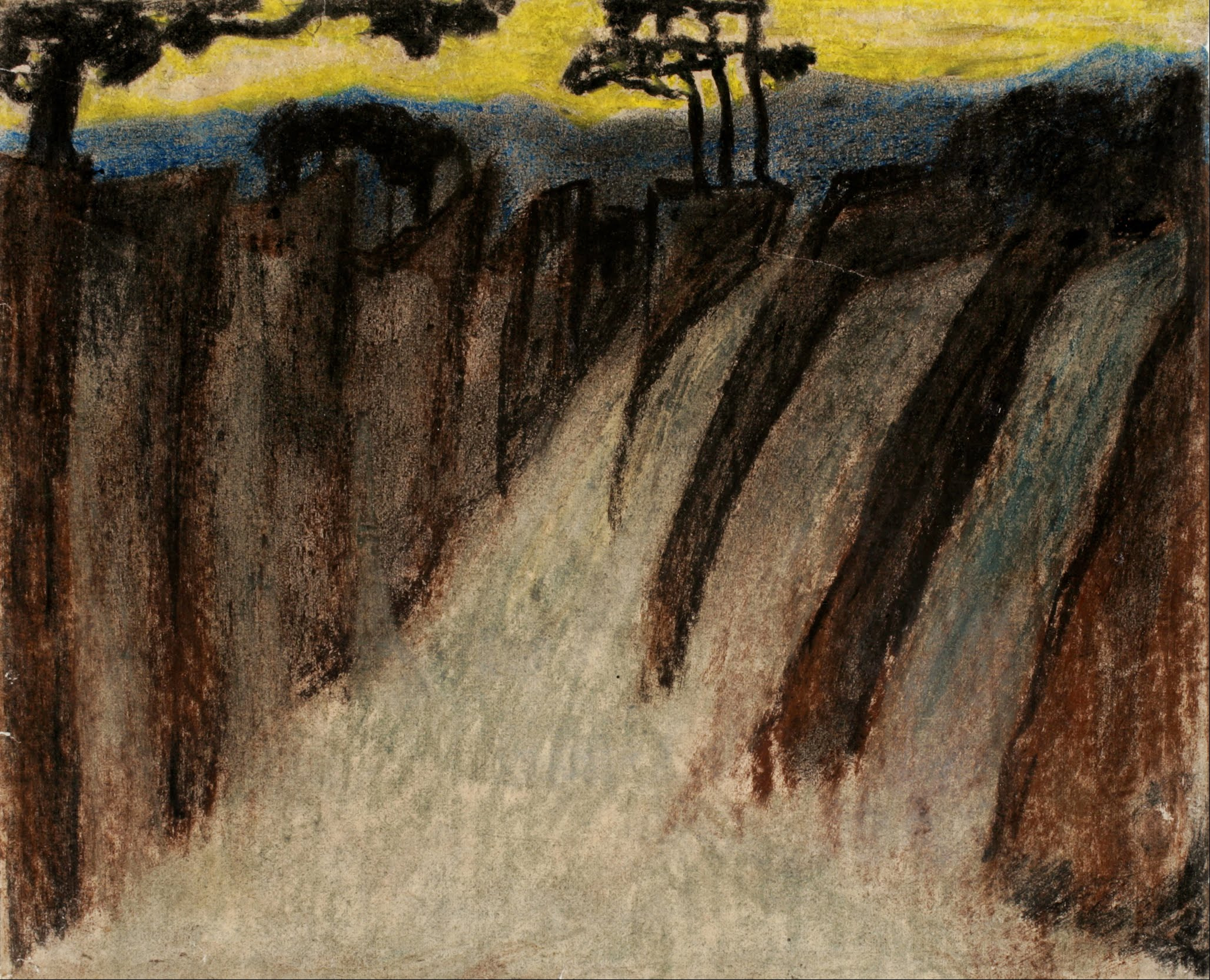
Карл Фредрік Гілл, Без назви (сутінковий пейзаж)